# 210 î.Hr.

## Evenimente
- Au loc a doua Bătălie de la Herdonia și Bătălia de la Numistro, confruntări dintre Hannibal și Republica Romană, făcând parte din cel de-al doilea război punic.

## Decese
- dată necunoscută: Qin Shihung-di  (n. 259 î.Hr.)